# Source Code Pro
Source Code Pro是由Paul D. Hunt為Adobe Systems所設計的等寬無襯線字体。這是Adobe的第二個开放源代码字體家族，以SIL開源字體授權進行散佈。
Source Code Pro是一套設計用於程式設計環境中的等寬OpenType字體。這個字體也是設計來與Source Sans Pro家族互補。它提供了六種字重（常规、特細、細、半粗、粗、黑）。

## Adobe開放原始碼字體家族
- Source Sans Pro，Adobe開放原始碼字體家族的第一個成員。
- Source Code Pro，Adobe開放原始碼字體家族的第二個成員。
- Source Serif Pro，Adobe開放原始碼字體家族的第三個成員。
- 思源黑體（Source Han Sans），Adobe開放原始碼字體家族的第四個成員，也是第一個包含中日韓文字的成員。
- 思源宋體（Source Han Serif），Adobe開放原始碼字體家族的第五個成員，同樣包含中日韓文字。
- 思源等寬（Source Han Mono），Adobe開放原始碼字體家族的第六個成員，同樣包含中日韓文字。

## 外部連結
维基共享资源上的相關多媒體資源：Source Code Pro
- 在Adobe.com上的Source Code Pro（页面存档备份，存于）
- 在GitHub上的Source Code Pro（页面存档备份，存于）
- 在SourceForge上的Source Code Pro（页面存档备份，存于）